# Luksemburg na Letnich Igrzyskach Olimpijskich 1980
Reprezentacja Luksemburga na Letnich Igrzyskach Olimpijskich 1980 w Moskwie liczyła 3 zawodników.

## Reprezentanci Luksemburga na Igrzyskach

### Lekkoatletyka
Mężczyźni
- Lucien Faber – chód 20 km – niesklasyfikowany

### Łucznictwo
Mężczyźni
- André Braun – 36. miejsce

### Strzelectwo
Mężczyźni
- Roland Jacoby

Karabin małokalibrowy – leżąc 50 m – 11. miejsce
Karabin małokalibrowy – 3 postawy 50 m – 34. miejsce